# Pangkalan Nyirih
Pangkalan Nyirih is een bestuurslaag in het regentschap Bengkalis van de provincie Riau, Indonesië. Pangkalan Nyirih telt 4332 inwoners (volkstelling 2010).